# Faet Tecnologia
Faet Tecnologia (antes chamada Fabrica de Artefatos Eletrotérmicos e FAET) foi uma empresa brasileira produtora de eletrodomésticos, sediada na cidade do Rio de Janeiro e fundada em 27 de agosto de 1927. Em junho de 2019 a empresa solicitou auto falência.

## Histórico
O empresário húngaro Andor Bokor iniciou a produção de eletroportáteis em 1927, na Rua Dias da Cruz, no Méier. Trabalhava sozinho, usando apenas um torno mecânico alugado. Produzia caixas de pó de arroz, escovas para cabelo e latas para talco, entre outros artigos. Em 1940, passou a produzir peças para a indústria bélica, como parte do esforço de guerra. Com o fim da guerra, adaptou a linha de produção e começou a fabricar ventiladores. Em 2 de dezembro de 1957, a empresa passou a se chamar FAET – Fábrica de Aparelhos EletroTérmicos.
Ao longo dos anos, a empresa foi adquirindo outras indústrias, como a Dias Garcia, a Plásticos Plastimat e a Braun do Brasil, diversificando a sua linha de produtos. Passou a fabricar também esterilizadores de água, ferros de passar e fogões a querosene e a gás. Na década de 1980, seus produtos eram anunciados na TV e em revistas pelo piloto Nelson Piquet, que, ao contrário do que se disse na época, não era sócio da companhia. Em 16 de julho de 1986, passou a se chamar FAET. Empregava 414 funcionários em 2017, sendo 270 mulheres, das quais cerca de 250 na produção. Ao mudar mais uma vez de nome, agora para Faet Tecnologia, a empresa passou a se dedicar a soluções em economia de energia.